# 1923 în film
- 1922 în cinematografie — 1923 în cinematografie — 1924 în cinematografie

## Filmele cu cele mai mari încasări

### SUA
| Poziție | Titlu                       | Încasări         | Imagine |
| ------- | --------------------------- | ---------------- | ------- |
| 1.      | The Covered Wagon           | $3.800.000 (SUA) |         |
| 2.      | The Ten Commandments        | $4.169.798       |         |
| 3.      | The Hunchback of Notre Dame |                  |         |
| 4.      | Safety Last                 |                  |         |
| 5.      | Daddy                       |                  |         |
| 6.      | Homeward Bound              |                  |         |
| 7.      | The Ne'er Do-Well           |                  |         |
| 8.      | The Pilgrim                 |                  |         |

## Nașteri
- Aaron Spelling (d. 2006), regizor.
- Aldo Francia (d. 1996), regizor.
- Ana Mariscal (d. 1995), regizor.
- Břetislav Pojar, regizor.
- Franco Zeffirelli (d. 2019), regizor.
- Hal Warren (d. 1985), regizor.
- Irvin Kershner, regizor.
- Jun Fukuda, regizor.
- Lindsay Anderson (d. 1994), regizor.
- Ramón Valdés (d. 1988), actor.
- Richard Attenborough, regizor.
- Walerian Borowczyk (d. 2006), regizor.